# Distrito rural
Distrito rural eram um tipo de área de governo local – agora substituído – estabelecido no final do século XIX em Inglaterra, País de Gales, e Irlanda para a administração de áreas predominantemente rural em um nível inferior ao do condados administrativos.
Na Irlanda do Norte, distritos rurais continuaram a existir até 1973, quando foram suprimidos (junto com todos os outros governos locais do antigo padrão) e substituídas por um sistema unitário de distritos.